# Муха кімнатна
Кімнатна муха (муха хатня) (Musca domestica) — комаха родини справжніх мух, поширений синантропний організм, у дикій природі вже практично не зустрічається. Веде переважно денний спосіб життя. Одна з найрозвиненіших комах. Небезпечний переносник багатьох видів захворювань.

## Основні дані

### Розміри
- Довжина: 6-8 мм.
- Ротовий апарат: смоктальний.
- Крила: одна пара, плюс пара дзижчалець — орган рівноваги
- Мають 3 пари ходильних ніг
- Вкриті хітиновим покривом

### Спосіб життя
Звички: одиночні комахи; у місцях, де є багато їжі, збирається багато мух.
Їжа: тухле м'ясо, гнилі фрукти, екскременти.

### Споріднені види
Найвідоміші — осіння жигалка, і хатня муха.
Існування багатьох справжніх мух тісно пов'язане з людиною.
Кімнатна муха вже не зустрічається в дикій природі.
Її личинки розвиваються у гної, фекаліях та різних відходах, що їх дорослі комахи часто знаходять у людських поселеннях.

### Цикл розвитку
Цикл розвитку кімнатної мухи має чотири фази:
1. Яйця: за один раз самка відкладає 100–150 яєць. Яйцекладки повторюються з інтервалом в 2-4 дні. Відомо, що в теплих країнах плодючість кімнатної мухи зростає, і за кілька разів вона може відкласти навіть 2 000 й більше яєць. Самка залишає яйця на гної, фекаліях і різних відходах, щоб у личинок, які виклюнулися з яєць, було вдосталь їжі.
2. Личинки: не мають голови. З'являються з яєць через 12-24 години. Харчуються розрідженою їжею, на яку випускають травні соки. Такий спосіб живлення личинок комах називається позакишковим. Личинки плавають в напівперетравленому середовищі, яке постійно ними заковтується. Через декілька днів личинка обертається на лялечку.
3. Пупарій: через 3-4 дні личинка обертається на лялечку. Її покриває жорстка бочкоподібна капсула. Лялечку покриває жорстка оболонка — пупарій. Коли розвиток комахи завершується, у верхній частині пупарію надувається подібна до міхура шишка, яка тріскається, внаслідок чого комаха виходить назовні.
4. Молода муха, що вийшла з лялечки. Пройде ще декілька годин, перш ніж вона стане подібна до дорослої особини. Молода муха вже на третій день приступає до розмноження. У країнах із тропічним кліматом, де постійно тепло і волого, цей цикл триває всього тиждень. Кімнатні мухи можуть розмножуватися доти, доки температура повітря не опуститься нижче за 15 °C.
5. Кімнатна муха: вже через З дні після виходу з лялечки відкладає яйця.

### Харчування
Кімнатна муха не може харчуватися твердою їжею, тому вона повинна поглинати її в рідкому вигляді. Ротовий апарат цієї комахи чудово підходить для такого живлення. Це хоботок смоктального типу.
Кімнатна муха харчується в основному екскрементами, тухлим м'ясом і гнилими рослинними залишками. Все це муха споживає в напіврідкому стані, оскільки перш ніж приступити до їжі, вона випускає на неї травні соки. Разом з їжею до кишечника цієї комахи потрапляють різні мікроорганізми. Хвороботворні бактерії в її кишечнику не гинуть, тому, коли муха обробляє їжу своїми травними соками, разом з ними назовні виділяються цілком життєздатні мікроорганізми.
Так вони потрапляють на продукти харчування або кухонне начиння, звідки згодом переносяться в організм людини. Кімнатні мухи поширюють бактеріальні і вірусні захворювання. Щоб уникнути зараження, необхідно дотримуватись правил гігієни.

### Кімнатна муха і людина
Життя кімнатної мухи тісно пов'язане з людиною, тому вона належить до синантропних комах. Поблизу людських поселень кімнатна муха знаходить багато місць, придатних для відкладання яєць — це всілякі звалища, сміттєві контейнери, врешті, продукти, які погано зберігаються. Ця маленька шкідлива комаха є переносником багатьох небезпечних для людини хвороб. Причина цього явища полягає в тому, що хвороботворні бактерії в кишечнику мухи не перетравлюються і знову виділяються назовні. Кімнатна муха залишає хвороботворні бактерії на харчових продуктах, кухонному начинні, дверних ручках та інших предметах, до яких потім торкається руками людина. На цих комахах були виявлені бацили черевного тифу, дизентерійна паличка, холерний віброн і збудники багатьох інших небезпечних захворювань.
З огляду на можливість епідемій під час блокади Ленінграда, екологію і заходи боротьби з цією комахою досліджував вчений-ентомолог Б. М. Шванвич.

### Значення мух в природі
Попри шкоду від звичайних мух, їх санітарна роль в природі важлива. Адже вони знищують різні відходи, зокрема гниючі рослинні рештки, інші екскременти, гній та гниле м'ясо.

## Цікаві факти
- Кімнатна муха є несприйнятливою до деяких пестицидів. Хімікати вбивають тільки слабкіших комах, інші ж набувають до них імунітету, який вони потім передають своєму потомству.
- Деякі мухи з настанням зими гинуть, інші ж зимують, сховавшись в затишних місцях, а з настанням весни прокидаються і приступають до розмноження. У теплому приміщенні кімнатні мухи живуть і розмножуються протягом всього року.
- Кожна муха на своєму тілі несе більше ніж 6 мільйонів мікроорганізмів. У її кишечнику їх у 4 рази більше.
- Доросла кімнатна муха на волі живе від двох тижнів до місяця або довше за сприятливих лабораторних умов.[1]

## Ареал кімнатної мухи

### Місце проживання
Кімнатна муха трапляється всюди (але не в дикій природі, а в населених пунктах), немає її тільки в полярних регіонах.